# Lucien Orfinger
Lucien Orfinger, né à Liège le 23 juillet 1913, exécuté par les Allemands au Fort de Breendonk le 26 février 1944, est un héros de la résistance belge durant la Seconde Guerre mondiale. Lui, et son épouse, Régine Karlin, faisaient partie des partisans armés,.

## Éléments biographiques
Le père de Lucien Orfinger, Salomon (Schloima) Orfinger dit Sally, est né à Varsovie en 1883. Il s'installe à Liège où il obtient un diplôme d'ingénieur électricien. Il épouse Sara Gottschalk, née à Liège en 1890, elle est la fille d'un patron tanneur d'origine allemande et la sœur de Max Gottschalk. Le couple a deux enfants, Lucien, né en 1913, et Jeanne Yona, née en 1918. Lucien accomplit ses études primaires à Liège et secondaires à Anvers où la famille s'est installée. En 1930, il passe avec succès un jury central, il n'a que 17 ans. Durant une année, il s'attache alors à se perfectionner en mathématiques et pratique assidument le violoncelle. Il entame ensuite deux années de candidature à l'Université de Liège et poursuit en s'inscrivant, en 1933, à la faculté de sciences appliquées de l'Université libre de Bruxelles. Il est diplômé en 1936 et obtient le titre d'ingénieur civil mécanicien et électricien.
À l'ULB, il est membre du Cercle des étudiants marxistes qu'il quittera bientôt mais restera ami de Jean Guillissen, de Richard Altenhoff, d'Émile Altorfer.
Il accomplit son service militaire en 1937 et, celui-ci achevé, il entre chez Bell Téléphone en 1938. En juin de la même année, il épouse une avocate, fille d'un diamantaire anversois, Régine Karlin.
Mobilisé dès 1939, il est fait prisonnier en mai 1940 et déporté en Allemagne mais il parvient à s'échapper. Il poursuit le combat au sein des partisans armés. Jean Guillissen assumait la responsabilité de l'armement du groupe à l'échelon national et Lucien Orfinger était responsable pour la province d'Anvers,. Un premier enfant, Henri, naît le 9 septembre 1940.
En juillet 1941, son épouse, Régine Karlin, qui faisait également partie des partisans armés est radiée du barreau d'Anvers. La même ordonnance allemande impose à Lucien Orfinger de quitter Bell Téléphone. Fin 1941, Lucien rejoint Jean Guillissen pour le seconder à Bruxelles. Régine Karlin reprend alors l'action de son mari pour Anvers jusqu'en mars 1942, date à laquelle elle rejoint son mari à Bruxelles. Le couple entre dans la clandestinité. Jean Guillissen est arrêté. Il est fusillé à Gand en mai 1942.  Lucien devient le responsable armement pour Bruxelles et le Brabant mais une année plus tard, dénoncé par un collaborateur juif, il est arrêté tandis qu'il circule en rue le 19 mai 1943. Il donne une fausse identité mais les allemands découvrent dans les sacoches de sa bicyclette un manuel militaire relatif aux explosifs et un cordon Bickford. Il est aussitôt mis au secret au Fort de Breendonk en tant que terroriste. En juillet 1943, la plupart des dirigeants des Partisans armés ont été arrêtés.
En captivité, Lucien parvient à faire passer deux courriers à son épouse par l'entremise d'un soldat allemand. Il apprendra ainsi qu'il allait être papa pour la seconde fois ce qui lui causera une immense joie se sentant assuré que la vie allait se poursuivre tandis que la sienne était menacée. Le soldat allemand sera arrêté et envoyé sur le front russe. Le second enfant du couple, Pierre, naît le 6 novembre 1943 tandis que son père reste interné à Breendonk. Une nouvelle délation révèle la véritable identité de Lucien. Il est fusillé comme otage le 26 février 1944 au Fort de Breendonk et enterré à Bruxelles dans l'Enclos des fusillés.

## Reconnaissances
- Université de Liège, Mémorial aux universitaires liégeois morts pendant les deux guerres (dans le hall d'accès à la salle académique de l'ULG), Place du Vingt-Août.

## Documentaire
- À mon père résistant, 1995, André Dartevelle, produit par les frères Dardenne[7].